# أنجيلكا سانشيز
أنجيلكا سانشيز (بالإسبانية: Angélica Sánchez) هي منافسة ألعاب القوى مكسيكية، ولدت في 11 ديسمبر 1975 في ولاية تلاكسكالا في المكسيك.

## وصلات خارجية
- أنجيلكا سانشيز على موقع الاتحاد الدولي لألعاب القوى (الإنجليزية)
- أنجيلكا سانشيز على موقع أوليمبيديا (الإنجليزية)